# Burni Keluet
Burni Keluet är ett berg i Indonesien.   Det ligger i provinsen Aceh, i den västra delen av landet, 1 600 km nordväst om huvudstaden Jakarta. Toppen på Burni Keluet är 1 218 meter över havet.
Terrängen runt Burni Keluet är varierad. Runt Burni Keluet är det mycket glesbefolkat, med 4 invånare per kvadratkilometer. Det finns inga samhällen i närheten. I omgivningarna runt Burni Keluet växer i huvudsak städsegrön lövskog.